# 그림메상
그림메상(독일어: Grimme-Preis)은 독일의 유명 텔레비전상 중 하나이다. 2010년까지는 아돌프 그림메상으로 불렸다. 상의 이름은 독일 정치인 아돌프 그림메의 이름에서 따 온 것이다. 그림메상은 독일의 TV 오스카상이라고도 불린다.